# Lophiotrema nucula
Lophiotrema nucula är en svampart som beskrevs av Rehm 1881. Lophiotrema nucula ingår i släktet Lophiotrema och familjen Lophiostomataceae.  Arten är reproducerande i Sverige. Inga underarter finns listade i Catalogue of Life.